# Skansen Pszczelarski w Pszczewie
Skansen Pszczelarski w Pszczewie – prywatne muzeum (skansen), znajdujący się we wsi Pszczew (powiat międzyrzecki). Placówka powstała dzięki zaangażowaniu Tadeusza Bryszkowskiego (zm. 25 maja 2012 roku), obecnie prowadzą ją: jego żona, Irena Bryszkowska oraz wnuk Fryderyk Bryszkowski.  
Skansen został otwarty w 1989 roku. Za swą działalność jego twórca - Tadeusz Bryszkowski - został uhonorowany tytułem Honorowego Obywatela Gminy Pszczew (2005), Złotym Medalem Dzierżonia oraz Odznaką „Zasłużony dla Województwa Lubuskiego”.

W ramach ekspozycji prezentowane są dawne ule (barcie), niektóre pochodzące z XIX wieku. Ponadto zobaczyć można dawne pszczelarskie narzędzia pracy oraz zbiór szopek bożonarodzeniowych i dawnych narzędzi codziennego użytku. 
Skansen znajduje się na Lubuskim Szlaku Wina i Miodu.